# Cristián Carlos Roncagliolo Pacheco
Cristián Carlos Roncagliolo Pacheco (* 10. September 1969 in Santiago de Chile) ist ein chilenischer römisch-katholischer Geistlicher und Weihbischof in Santiago de Chile.

## Leben
Cristián Carlos Roncagliolo Pacheco studierte vor seinem Eintritt in das Priesterseminar Rechtswissenschaft an der Päpstlichen Katholischen Universität von Chile. Nach dem Studium der Philosophie und Katholischen Theologie empfing er am 3. Juli 1999 durch Erzbischof Francisco Javier Errázuriz Ossa ISch das Sakrament der Priesterweihe für das Erzbistum Santiago de Chile.
Neben der Tätigkeit als Kaplan war er Sekretär der nationalen Kommission für die Feier des Jubiläumsjahres 2000. Er wurde zum erzbischöflichen Sekretär ernannt und erwarb nach weiteren Studien das Lizenziat an der Päpstlichen Katholischen Universität von Chile. Er ging anschließend nach Rom, wo er an der Päpstlichen Universität der Salesianer Pastoraltheologie studierte und zum Dr. theol. promoviert wurde. Während des Doktoratsstudiums war er Vizerektor des römischen internationalen Kollegs St. Karl Borromäus.
Zurück in seinem Heimatbistum leitete er neben weiteren Aufgaben in der Pfarrseelsorge die Hochschulpastoral an der Päpstlichen Katholischen Universität von Chile, deren stellvertretender Großkanzler er seit 2011 war.
Am 23. März 2017 ernannte ihn Papst Franziskus zum Titularbischof von Hospita und zum Weihbischof in Santiago de Chile. Der Erzbischof von Santiago de Chile, Ricardo Kardinal Ezzati Andrello SDB, spendete ihm am 29. April desselben Jahres die Bischofsweihe. Mitkonsekratoren waren dessen Amtsvorgänger Francisco Javier Kardinal Errázuriz Ossa ISch und der Erzbischof von Antofagasta, Pablo Lizama Riquelme.